# Produção microbiológica de aminoácidos
Os aminoácidos podem ser produzidos industrialmente por três processos: extração por meio de hidrolisados, síntese química e produção por métodos biotecnológicos. Considerando os métodos biotecnológicos, a produção microbiológica de aminoácidos possui enfoque na fermentação direta de aminoácidos, na conversão de produtos intermediários baratos via biossíntese e no uso de enzimas ou células imobilizadas .
A fermentação é um processo ao qual fungos e bactérias são capazes de transformar açúcares em outros produtos e energia. Na fermentação direta de aminoácidos, diversas fontes de carbono podem ser utilizadas, entre elas glicose, frutose, hidrolisados de amido, melaço, glicerol, etc. Aquelas que utilizam o metanol como matéria prima têm sido muito estudadas, pois esse substrato apresenta um baixo custo, porém possui um baixo rendimento, fazendo com que não possua utilização industrial . Ao final da fermentação, o aminoácido pode ser recuperado por precipitação, através de coluna de troca iônica, eletrodiálise ou extração com solventes orgânicos. Assim sendo, a fermentação possui diversas vantagens, entre elas o fácil escalonamento e a utilização de matéria-prima barata .
Já a biossíntese, é um processo no qual há a produção de compostos químicos por meio de seres vivos. Na conversão de produtos intermediários baratos via biossíntese, há como exemplo a glicocola (ou glicina), considerada o mais simples dos aminoácidos encontrado em diversas proteínas, possui baixo custo e pode ser convertida em L-serina .
Ainda, na produção envolvendo enzimas ou células imobilizadas, uma vez que processos contínuos implicam em reatores de enzimas unidas a membranas, há a produção de compostos considerados opticamente puros, entretanto precisam de matéria prima específica, devido à alta especificidade das enzimas ao seu substrato . Entre as reações mais comuns envolvendo esse processo, estão a utilização de aminoacilases específicas de Aspergillus oryzae para clivar seletivamente um D, L aminoácido sintetizado e a produção de L – α – aminoácidos a partir de α – cetoácidos, utilizando aminoácidos desidrogenases .

## Um exemplo: Produção de glutamato
Em 1907, o pesquisador japonês Kikunae Ikeda iniciou um projeto de pesquisa visando identificar a substância que era responsável pelo sabor único observado em algumas sopas no Japão. Ikeda, acreditava que esse sabor único não pudesse ser categorizado como salgado, azedo, doce ou amargo, e por isso nomeou o suposto quinto sabor básico como umami, traduzido como “saboroso”. A partir disso, sua intenção era isolar a substância responsável pelo sabor umami, para que tivesse um efeito comercial, como um tempero, de forma a contribuir para a melhoria da alimentação e nutrição humana .
Em 1908, Ikeda conseguiu através da utilização da extração com água isolar o composto a partir da alga Kombu, sendo este identificado como sendo o ácido L-glutâmico. Dessa forma, em parceria com o empresário Saborosuke Suzuki, patenteou o processo de produção de um tempero, consistindo principalmente de um sal de ácido L-glutâmico, registrando-o sob o nome de Aji-no-moto .
Com o desenvolvimento do processo de produção do glutamato monossódico, veio a fermentação, de forma a trazer diversos benefícios para o processo, sendo hoje a forma de produção mais comumente empregada. Na fermentação há a produção de glutamato em larga escala, onde microrganismos são selecionados e cultivados com carboidratos e amônia .As células são capazes de produzir glutamato por meio de ácido 2-oxo-pentanodióico pela fixação redutora da amônia que utiliza a enzima glutamato desidrogenase, constituinte natural da célula. No cultivo, são normalmente  empregadas bactérias do gênero Corineformes, podendo-se destacar Corynebacterium glutamicum, Brevibacterium lactofermentum, e Brevibacterium flavum. Essas bactérias são gram-positivas, não formam esporos e geram a acumulação de glutamato apenas em condições de restrição de biotina, contudo métodos foram desenvolvidos como a adição de surfactante ou penicilina, por exemplo, de forma que as bactérias produzissem grandes quantidades de glutamato sem que houvesse limitação de biotina .
	O processo de produção industrial de glutamato monossódico por meio da fermentação continua sendo desenvolvido de forma a melhorar o rendimento na conversão dos açúcares em glutamato e na velocidade de produção. Além disso, a fermentação permite que o isolamento do L-glutamato seja simples, constituindo em uma importante vantagem do método. Ainda, um novo método para a purificação dos cristais de ácido L-glutâmico foi desenvolvido por meio da recristalização da forma b (17) e subsequente conversão para glutamato monossódico, onde o licor-mãe excedente da cristalização pode ser utilizado para a produção de fertilizante. Então, após os processo de filtração, purificação, conversão e cristalização, o glutamato monossódico adquire forma de cristal branco pronto para uso .  
	Dessa forma, criação do método de fermentação melhorou grandemente o processo de produção de glutamato monossódico, permitindo que sua produção acompanhasse demanda do mercado . 